# 2,3-Oxydosqualène
Le (S)-2,3-oxydosqualène, également appelé (S)-2,3-époxysqualène, est un dérivé époxy du squalène sous l'action de la squalène cyclooxygénase (EC 1.14.13.132). C'est un précurseur du lanostérol sous l'action de la lanostérol synthase (EC 5.4.99.7), ainsi que des cycloarténols et des saponines.
Le (R)-2,3-oxydosqualène est un inhibiteur enzymatique de la lanostérol synthase.